# Somni d'amor etern
Somni d'amor etern (títol original en anglès Peter Ibbetson) és una pel·lícula estatunidenca dirigida per Henry Hathaway i estrenada l'any 1935. Està doblada al català.

## Argument
Peter Ibbetson i Mary Mimsey han estat enamorats des de nens. Separats per la vida, la parella tornarà a trobar-se, ell convertit en un famós arquitecte i ella casada amb el duc de Towers.

## Repartiment
- Gary Cooper: Peter Ibbetson
- Ann Harding: Mary, duquessa de Towers
- John Halliday: El duc de Towers
- Ida Lupino: Agnes
- Douglass Dumbrille: Coronel Forsythe
- Virginia Weidler: Mimsey (Mary, a l'edat de 6 anys)
- Dickie Moore: Gogo (Peter, a l'edat de 8 anys)
- Doris Lloyd: Mrs. Dorian
- Gilbert Emery: Wilkins
- Donald Meek: Mr. Slade
- Christian Rub: Major Duquesnois
- Elsa Buchanan: Madame Pasquier

## Premis
- Nominació a l'Oscar a la millor música original per Ernst Toch.